# 梁清標
梁清標（1620年—1691年），字玉立，號棠村，又號蒼巖子、蕉林居士。齋號秋碧堂，直隸真定府真定縣人（今河北省正定縣）人，明末清初政治人物。崇禎末中進士，明亡降清，授翰林院編修，累擢戶部尚書。康熙二十三年（1684年）官至保和殿大學士。著有《棠村奏草》、《棠村隨筆》、著《蕉林詩集》等。
梁清標同輩兄弟梁清寬、梁清遠皆於科甲折桂，人稱“三梁”。

## 生平
崇禎十五年（1642年）壬午科順天鄉試第六十四名舉人，崇禎十六年（1643年）聯捷進士，改庶吉士。清朝順治元年，再任庶吉士。順治六年，擔任內翰林弘文院編修。順治九年，升內翰林國史院侍講學士、武會試主考官。順治十年，擔任詹事府詹事，兼內翰林祕書院侍讀學士、內翰林秘書院學士。同年，改禮部右侍郎兼內翰林秘書院學士。順治十一年，任吏部右侍郎兼內翰林秘書院學士。次年改吏部左侍郎。順治十三年，升任兵部尚書，欽命賑濟順天府屬大興等處。康熙五年，改任禮部尚書，并于次年擔任會試正考官，三月京察，解任革職。康熙八年起用，九年補任刑部尚書；十一年二月改戶部尚書。十三年正月赴廣東游説尚可喜，四月回京。康熙二十三年改任户部尚書管兵部尚書事，二十七年二月，擔任保和殿大學士、兼兵部尚書。康熙三十年卒，享年七十二。
梁清標工書法，精鑑賞，收藏甲於海內，有閻立本《步輦圖》卷、周昉《簪花仕女圖》、荊浩《匡廬圖》、顧閎中《韓熙載夜宴圖》卷、范寬《雪景寒林圖》、陸機《平復帖》、趙孟頫《黃庭經》和《鹊华秋色图》。鑑藏章有“河北棠村”、“蒼岩子梁清標玉立氏印章”、“蕉林”、“观其大略”等。梁清標還從所藏法書中精心選出11種﹐上自《平復帖》﹐下至《黃庭經》﹐撰成《秋碧堂法帖》。梁清標死后，其藏品就開始大量流出。梁清標之孫梁彬引疾歸田後，“資用屢空”，家道中衰，這些藏品后來大部分進入清內府，收入乾隆時期編纂的《石渠寶笈》。

## 轶事
陳寅恪於“柳如是別傳”書中推論梁清標先為錢謙益等人解脫於鄭延平失敗之後，清廷大肆搜補之時；二十餘年後更反對清之進攻台灣。乾隆時，梁清標入《贰臣传》。梁清標在入清以前，只是「庶吉士，未經授職」，並未符合清高宗在乾隆五十六年頒布的諭旨中定義的貳臣身分。

## 家族
先世为山西蔚州人，始祖梁聚，始遷正定。曾祖梁夢龍，嘉靖癸丑進士，光禄大夫、太子太保、吏兵二部尚書，贈少保。祖父梁思，荫生，赠户部郎中。本生祖父梁忠，锦衣卫千户。父亲梁维基，官生，官廣東南雄府知府；母王氏。本生父梁維本，辛酉舉人，官禮科都給事中，本生母王氏。胞弟梁清宽，順治丙戌進士。